# Mamounata Nikiéma
Pour les articles homonymes, voir Nikiema.
Mamounata Nikiema est une réalisatrice et productrice burkinabé, née en 1979. Elle est formée à l'Université Gaston Berger de Saint-Louis, au Sénégal. Entre 2009 et 2014, elle occupe le poste de secrétaire générale de l'association Africadoc Burkina. Actuellement, elle est la présidente de la Fédération nationale du Cinéma et de l’Audiovisuel au Burkina Faso.

## Biographie

### Etudes et débuts
Mamounata Nikiéma naît en 1979 au Burkina Faso. Son intérêt pour le cinéma débute en 1997, alors qu'elle est en classe de troisième. En 2001, elle obtient un baccalauréat littéraire. À la suite de celui-ci, elle décide de poursuivre ses études à la faculté d'art et communication de l'Université de Ouagadougou. Parallèlement, elle s'implique activement en tant que bénévole dans des ciné-clubs du Fespaco. C'est à cette période qu'elle décide de se lancer dans le cinéma. Après l'obtention d'une maîtrise en communication pour le développement, elle choisit de se spécialiser en cinéma documentaire à l'université Gaston Berger à Dakar, au Sénégal, où elle décroche une maîtrise en création documentaire en 2008.

## Carrière
Mamounata Nikièma obtient sa maîtrise en communication pour le développement en 2007 et se dirige vers le cinéma documentaire, poursuivant ses études avec un master en réalisation documentaire de création. Depuis 2007, elle combine sa carrière de réalisatrice avec celle de productrice, fondant en 2011 sa propre structure, Pilumpiku, qui signifie «Papillon» en Mooré. Dès la première année, elle coproduit deux films dans le cadre d'une collection de dix documentaires intitulée "Une journée avec," en collaboration avec des producteurs d'Afrique de l'Ouest (Mali, Niger, Sénégal), de France, et la chaîne de télévision Arte.
Elle joue un rôle actif au sein des réseaux de cinéastes burkinabés tels qu'Africadoc Burkina, la Guilde des scénaristes, la Coordination des producteurs et la Fédération des cinéastes. Entre 2012 et 2017, elle produit cinq films, dont quatre documentaires et une coproduction sud-sud, "Afrique en Vues" (2014), qui réunit des talents d'Afrique de l'Ouest et centrale et bénéficie du soutien de l'OIF. Elle produit également un court métrage de fiction, "La Lutte Continue" (2016) de Marie Laurentine Bayala, soutenu par le Fonds Image de la Francophonie (OIF), sélectionné dans une dizaine de festivals. En octobre 2017, elle est l'une des trois lauréates du programme B-Faso Creative.
Elle reçoit le prix du public au Festival des identités culturelles de Ouagadougou en novembre 2018. Depuis plusieurs années, elle participe activement au Fespaco, notamment en contribuant à l'Espace junior. Actuellement, Mamounata Nikièma travaille sur un moyen métrage documentaire intitulé "Au fantôme du père" de Marie Laurentine Bayala, en post-production, ainsi que sur deux autres documentaires en cours de production, "Étincelles" de Bawa Kadade Riba (en coproduction avec la structure française The Kingdom) et "Sur les traces du père" de Delphine Yerbanga. En tant que productrice exécutive, elle participe à des projets tels que "Femme entièrement femme" (2013) de Dani Kouyaté et Philippe Baqué, et elle est assistante régie sur le long métrage "Wallay" (2017) de Berni Goldblat, actuellement sorti en France. Mamounata Nikièma est secrétaire sénérale de l'association Africadoc Burkina de 2009 à 2014. Depuis le 23 avril 2022, elle est présidente de la Fédération nationale du Cinéma et de l’Audiovisuel pour un mandat de quatre ans.
Depuis 2014, elle occupe le poste de formatrice adjointe lors des résidences d'écriture de documentaires à Bobo-Dioulasso. Membre de l'association Mys'Tic Burkina depuis 2017, elle développe également un blog consacré au cinéma. En 2018, elle lance l'événement Ciné-équipement et, en 2019, la plateforme numérique sur le cinéma, Sulunsuku.

## Filmographie

### Réalisatrice
- 2015 - Lumière d'octobre. Documentaire 75 minutes en coréalisation. France, Burkina Faso. Les réalisateurs racontent ce qu’ils ont vu et parfois filmé du soulèvement populaire burkinabé du 27 au 31 octobre 2014 qui a mis fin à 27 ans de gouvernement de Blaise Compaoré[11].
- 2013: Vue d'Afrique. Série documentaire - 6 × 26 min en coréalisation[12] Productions: Films du Siècle
- 2011:  Savoir raison garder. Long métrage documentaire 52 minutes[13]
- 2011: Une journée avec. Long Métrage documentaire en coréalisation Une journée avec est une collection de dix portraits d'enfants d'Afrique de l'Ouest.
- 2009: Kounkoli[14], le pleurer rire à Darsalamé. Documentaire. Producteur: Guy Désiré Yameogo - Les Films Essentiels
- 2008: Manges-tu le riz de la vallée? Documentaire, 10 minutes Sénégal/France

### Productrice ou coproductrice
- 2013: Femmes, entièrement femmes. Un film documentaire de Dani Kouyaté et Philippe Baqué. Durée 52 min. Mamounata Nikiema est associée à ce film en tant que productrice exécutive[15].
- 2011 : Une journée avec Aïcha (Mamounata Nikièma, 13 minutes, Ardèche Images Production, Les Films du tambour de soie, Arte GEIE)[16]
- 2011 : Une journée avec Ato (Simplice Ganou, 13 minutes, Ardèche Images Production, Les Films du tambour de soie, Arte GEIE)
- 2014 : Circulation ya yélé (Parfait K. Kaboré, 26 minutes, avec le soutien de l’OIF)
- 2015 : An 27 (Wabinlé Nabié, 15’, Dreammaker, avec le soutien de l’Ambassade de France et la participation des Ateliers Varan)
- 2015 : Monsieur Bayala ( Delphine Yerbanga, 15 minutes, Cimages, avec le soutien de l’Ambassade de France et la participation des Ateliers Varan)
- 2016 : La lutte continue (Marie-Laurentine Bayala, 13 minutes, avec le soutien de l’OIF)

## Distinctions
- Lauréate du programme B-Faso Creative[6]
- Prix du public au Festival des identités culturelles de Ouagadougou en novembre 2018[7]